# Pietà Hotspurs Football Club
Il  Pietà Hotspurs FC  è una società calcistica di Pietà, Malta.
Dalla stagione 2023-24 milita nella Challenge League, la seconda serie del campionato di calcio maltese.
Fondato nel 1968, disputa le partite interne nello Stadio di Ta' Qali di Attard (capienza 17000 posti).

## Storia
Nella stagione 2019-2020 ha raggiunto le semifinali della Coppa di Malta, poi non disputate per via della pandemia di Covid-19.

## Organico

### Rosa 2022-2023
| N. |                     | Ruolo | Calciatore             |
| -- | ------------------- | ----- | ---------------------- |
| 1  | Malta (bandiera)    | P     | Reeves Cini            |
| 3  | Austria (bandiera)  | D     | Clinton Bangura        |
| 5  | Giappone (bandiera) | C     | Yasukaze Ito           |
| 6  | Malta (bandiera)    | C     | Daniel Zerafa          |
| 8  | Malta (bandiera)    | C     | Terence Agius          |
| 11 | Malta (bandiera)    | C     | Alan Schembri Wismayer |
| 12 | Italia (bandiera)   | P     | Simone Moschin         |
| 22 | Malta (bandiera)    | D     | Zean Leonardi          |
| 24 | Nigeria (bandiera)  | D     | Ganiu Ogungbe          |
| 30 | Malta (bandiera)    | C     | Luca Gatt              |

| N. |                     | Ruolo | Calciatore         |
| -- | ------------------- | ----- | ------------------ |
| 47 | Malta (bandiera)    | C     | Gabriel Xuereb     |
| 66 | Malta (bandiera)    | D     | Lee Galea          |
| 77 | Guinea (bandiera)   | A     | Sékou Camara       |
| 90 | Belgio (bandiera)   | C     | Ange Belibi        |
| 99 | Giappone (bandiera) | C     | Takuma Yamaguchi   |
|    | Nigeria (bandiera)  | C     | Temitope Ojo       |
|    | Brasile (bandiera)  | A     | Marinho            |
|    | Armenia (bandiera)  | A     | Armen Hovhannisyan |
|    | Tunisia (bandiera)  | C     | Anis Ajroud        |

## Palmarès

### Competizioni nazionali
- Challenge Cup: 1

2024-25